# Arkadiusz Borowik
Arkadiusz Borowik (ur. 15 stycznia 1969 w Częstochowie) – polski scenarzysta, aktor, satyryk, perkusista, dziennikarz sportowy, pisarz.
Absolwent Wydziału Elektrycznego Politechniki Częstochowskiej.
Twórca programu Daszek, polskiej wersji językowej filmu Roboty, 
współtwórca Dziennika Telewizyjnego Jacka Fedorowicza, radiowej Rodziny Poszepszyńskich. W 2006 napisał scenariusz do filmu Jasne, błękitne okna w reż. B. Lindy.
Jest również autorem scenariuszy do seriali: 
- Rodzina zastępcza (1999-2009),
- Adam i Ewa (2000-2001),
- Samo życie (2002-2010),
- Męskie-żeńskie (z Krystyną Jandą) (2003-2004),
- Miłość nad rozlewskiem (2010),
- Aida (2011),
- Julia (2012),
- Na krawędzi (2012–2013)
- Na krawędzi 2 (2014),
- Dziewczyny ze Lwowa (od 2016).

W 2010 podjął współpracę w polskim studiem CD Projekt RED jako współtwórca scenariusza i dialogów do gier „Wiedźmin 2: Zabójcy królów” oraz „Wiedźmin 3: Dziki Gon”. Za tę ostatnią otrzymał wraz z zespołem scenariuszowym liczne nagrody, m.in. Golden Joystick. Był też nominowany do Nagrody Writers Guild of America za najlepszy scenariusz gry wideo. W latach 2015–2016 współtworzył scenariusze do dodatków: „Wiedźmin 3: Serca z kamienia” oraz „Wiedźmin 3: Krew i wino”.
Od 2016 współpracuje ze studiem Techland, gdzie wraz z zespołem scenarzystów pracuje nad nieogłoszonym jeszcze tytułem AAA.
Jest także autorem książek:
- Z góry widać tylko nic,
- Wnętrza wypalone lodem,
- Błazen w stroju klauna.